# Stenobothrus nigromaculatus
Stenobothrus nigromaculatus е вид насекомо от семейство полски скакалци (Acrididae).

## Разпространение
Видът е разпространен в Палеарктика. В Европа се среща в Германия, Франция, Испания, Португалия, Италия (Алпите и Апенините), Чехия, Полша, Швейцария, Австрия, Югославия, Румъния, България и северната част на Гърция.
В Германия видовете се срещат на надморска височина между 250 и 900 m, а в Швейцария от 500 до 2270 m.